# Kurt Thiim
Kurt Thiim, född 3 augusti 1958 i Vojens, är en dansk racerförare. Han är far till racerföraren Nicki Thiim.
Thiim började tävla i karting och gick sedan vidare med formelbilar. 1984 vann han det tyska F3-mästerskapet. 1986 debuterade han i Deutsche Tourenwagen Meisterschaft och vann mästerskapet redan första året.
Thiim har senare kört flera andra standardvagnsserier, bland annat Danish Touringcar Championship.